# Celeste O'Connor
Celeste O'Connor (Nairobi, 2 de diciembre de 1998) es una actriz estadounidense nacida en Kenia.
Es reconocida por interpretar a Paloma Davis en la película original de Amazon, Selah and the Spades, por su papel protagónico de Spider-Woman/Mattie Franklin en la película Madame Web (2024), y por sus apariciones en la película Ghostbusters: Afterlife (2021) y su secuela Ghostbusters: Frozen Empire (2024).

## Primeros años y educación
Celeste O'Connor nació el 2 de diciembre de 1998 en Nairobi, Kenia de padre afroamericano y madre keniana. Sus padres criaron a O'Connor y a su hermano pequeño en Baltimore (Maryland). Asistió a Notre Dame Preparatory School y estudió violín y canto en Peabody Preparatory. O'Connor asiste a la Universidad Johns Hopkins y se está especializando en salud pública y pre-medicina. También ha realizado cursos de estudios islámicos. Se ha interesado en los determinantes sociales de la salud, como la seguridad alimentaria, la inseguridad de la vivienda y la educación.

## Carrera
Interpretó a la versión más joven del personaje de Gugu Mbatha-Raw en la película de Netflix de 2018, Irreplaceable You. Apareció en la película de 2019, Wetlands. En 2019, interpretó a Paloma Davis en la película, Selah and the Spades. La reportera Anagha Komaragiri de The Daily Californian elogió la "sutil" y "pensativa presencia" de O'Connor hasta el «tenso final». Se le eligió en julio de 2019 para la película de 2021, Ghostbusters: Afterlife. Celeste se considera de género no binario.
Suele defender la mejora de la diversidad y la representación en la industria del entretenimiento.

## Filmografía
| Año  | Título                      | Papel                          |
| ---- | --------------------------- | ------------------------------ |
| 2017 | Wetlands                    | Amy Johnson                    |
| 2018 | Irreplaceable You           | Teen Abbie                     |
| 2019 | Selah and the Spades        | Paloma Davis                   |
| 2020 | Freaky                      | Nyla Chones                    |
| 2021 | Ghostbusters: Afterlife     | "Lucky" Domingo                |
| 2022 | The In Between              | Shannon                        |
| 2023 | A Good Person               | Ryan                           |
| 2024 | Madame Web                  | Mattie Franklin / Spider-Woman |
| 2024 | Ghostbusters: Frozen Empire | "Lucky" Domingo                |